# Ołdrzychowice Kłodzkie
Ołdrzychowice Kłodzkie (česky Oldřichovice, německy Ullersdorf) jsou obcí na jihu Polska nacházející se v Dolnoslezském vojvodství.
Administrativně spadá do gminy Kladsko, v roce 2011 měla 2 309 obyvatel.
První zmínka o obci Ullersdorf pochází z roku 1342. Obec náležela Kladskému hrabství. Po slezských válkách se Ullersdorf v roce 1763 stal součástí Pruska. Ve 20. století se dostal pod polskou správu a po 2. světové válce byl přejmenován na Ołdrzychowice Kłodzkie.

## Historie
V první polovině 14. století vyvolali čeští králové na území Kladska kolonizaci. Obec vznikla na Solné cestě, spojující Slezsko s Prahou.
Obec zakládal jistý Ulrich, od jehož jména se poté jmenovala Ulrichsdorf.
V letech 1666–1669 patřilo panství rodu von Klinkovských, a proto dostalo název Klinkerhof. Ołdrzychowice si stále zachovaly slovanský ráz a místní farář mluvil česky. Počátkem 18. století patřila obec k největším v regionu a dokázala se po škodách znovu svévolně regenerovat.
V roce 1793 získal obec šlechtic Antonín Alexandr z Magni a po něm ji zdědil mladší syn Bedřich Vilém. Obec zůstala v rukou rodu Magnisů až do roku 1945.
Na počátku 19. století byly Ołdrzychowice tak známé, že se zde 22. srpna 1800 ubytovala královna Luisa Pruská, která cestovala se svým manželem Fridrichem Vilémem III. do Slezska. V té době mířila na léčení do Lądku-Zdróje. Podle některých výpovědí zde měla dokonce strávit noc. Speciálně pro tuto návštěvu založil místní hrabě poblíž paláce park s umělou jeskyní pojmenovanou po ní a fontánou. Byl vybudován vyhlídkový altán a jedním z bodů programu byla asistence panovníka při dojení krav, které probíhalo v idylicko-lidové atmosféře, jak informoval jeden ze spolucestujících - tehdejší americký velvyslanec, John Quincy Adams (pozdější prezident).
V první polovině 19. století se Ołdrzychowice staly lidnatou obcí se slibně se rozvíjejícím průmyslem. V roce 1825 zde průmyslník Hermann Dietrich Lindheim postavil první mechanickou přádelnu lněné příze v Evropě. Také zde zřídil mechanickou dílnu a slévárnu železa a postavil domy pro zaměstnance. Obec zažívala hospodářský růst, Lindheimovy závody záměstnávaly téměř 900 lidí.
Na konci 19. století byla k obci připojena železniční trať z Kladska, která byla otevřena v roce 1897 a na okraji obce byla vybudována železniční stanice. Paradoxně to omezovalo turistický ruch, protože obec byla nyní přehlížena při cestě do Lądku na léčení.
V meziválečném období byla obec letoviskem. V létě byla na řece pláž ke koupání. Během druhé světové války zde vojenské operace přímo nezasáhly život obyvatel, dokud se fronta neposunula na západ. 8. května 1945 vstoupily jednotky Rudé armády do obce, kde během dvou dnů zdevastovaly rodinný majetek zdejších hrabat, včetně vypálení interiéru paláce a jejich bohaté knihovny.
Výsledkem druhé světové války byl Ullersdorf začleněn do Polska - původně jako Sułkowa, ale nakonec dostal jméno Ołdrzychowice. Předchozí obyvatelé obce byli odsunuti do Německa (do roku 1947), na jejich místo přišlo polské obyvatelstvo. V té době noví obyvatelé založili jeden z prvních sborů dobrovolných hasičů na Kladsku.
V červenci 1997 obec utrpěla velké ztráty v důsledku povodně. Další povodeň se odehrála o 11 let později, její následky však nebyly již tak katastrofální.

## Galerie

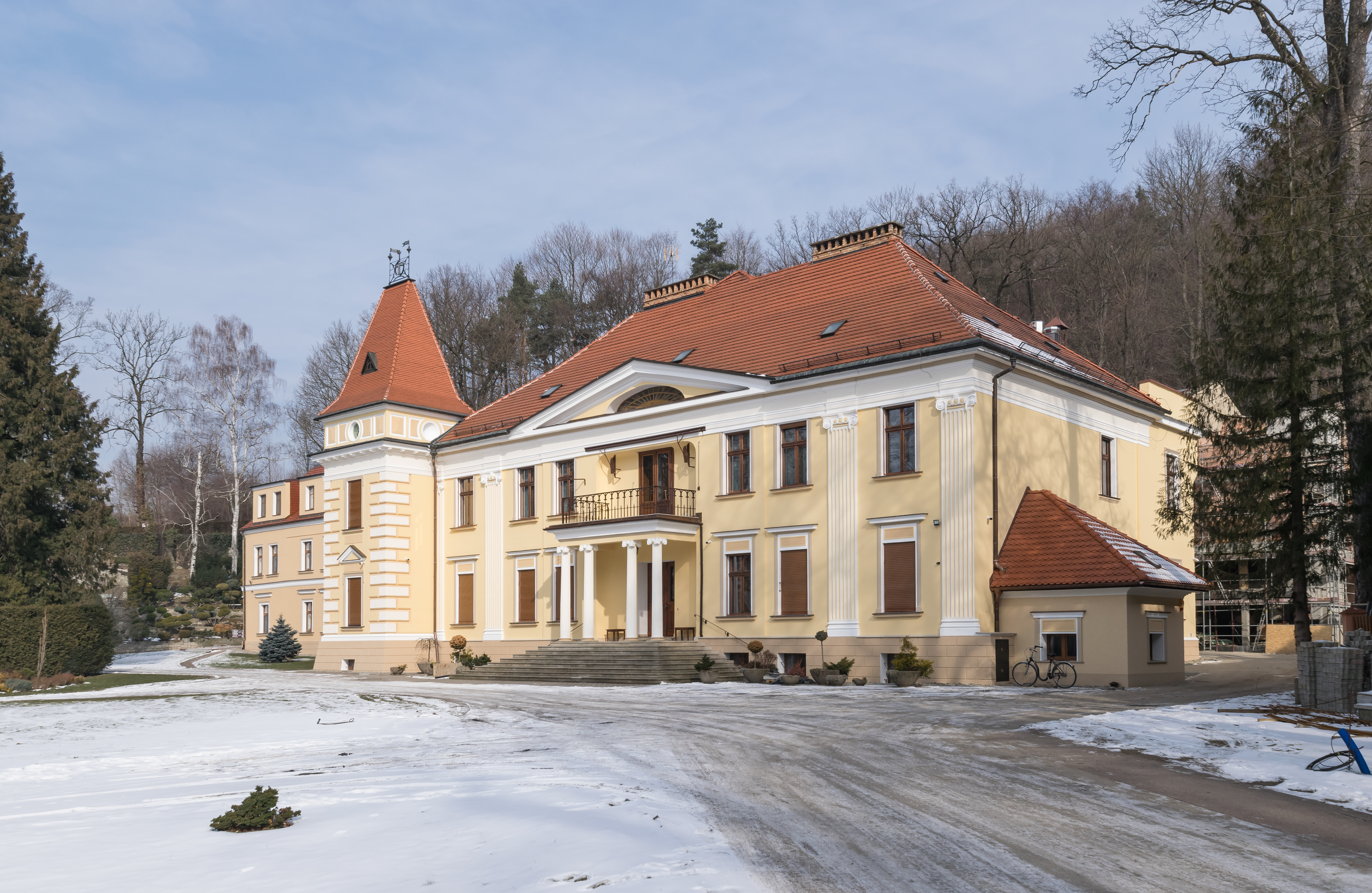
Oppersdorfský palác
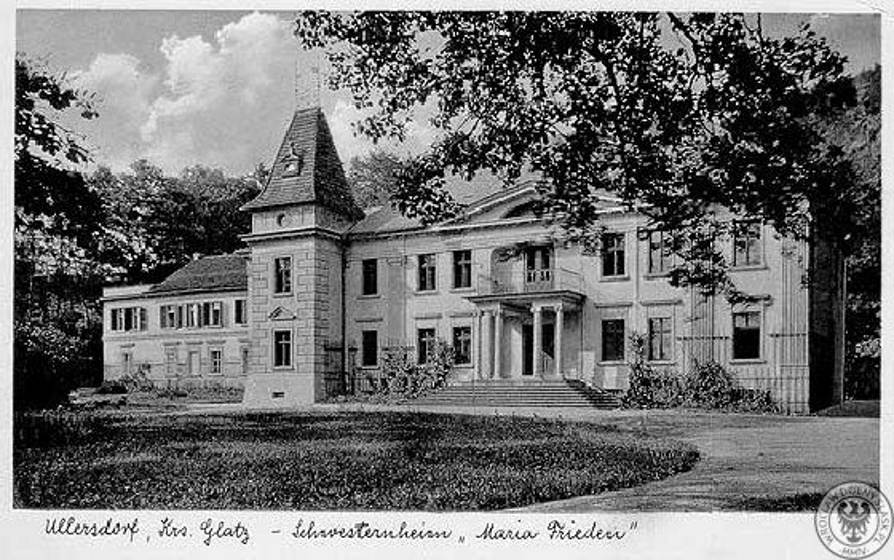
Dobová fotografie paláce
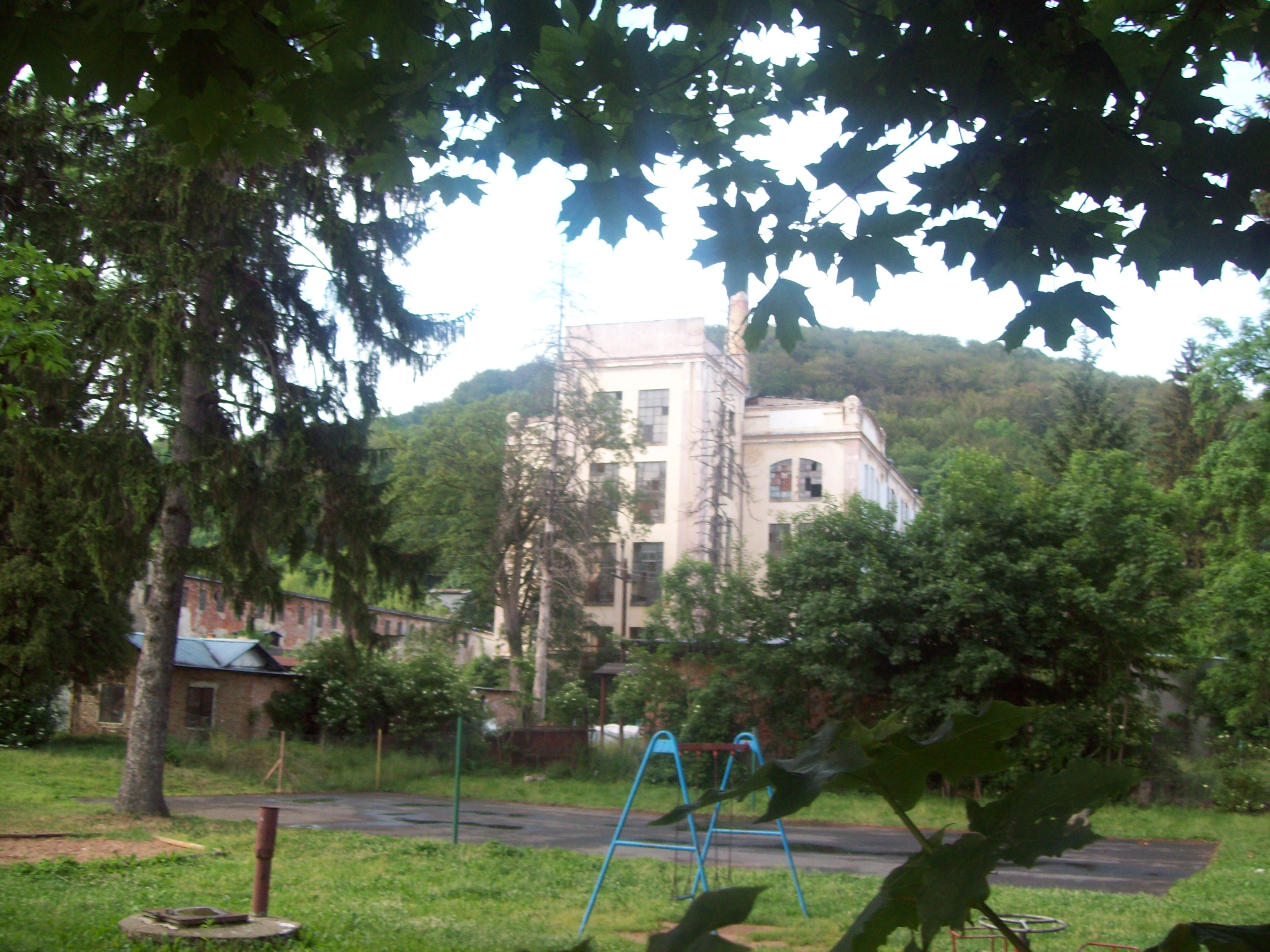
Pohled na někdejší továrnu založenou H.D. Lindheimem
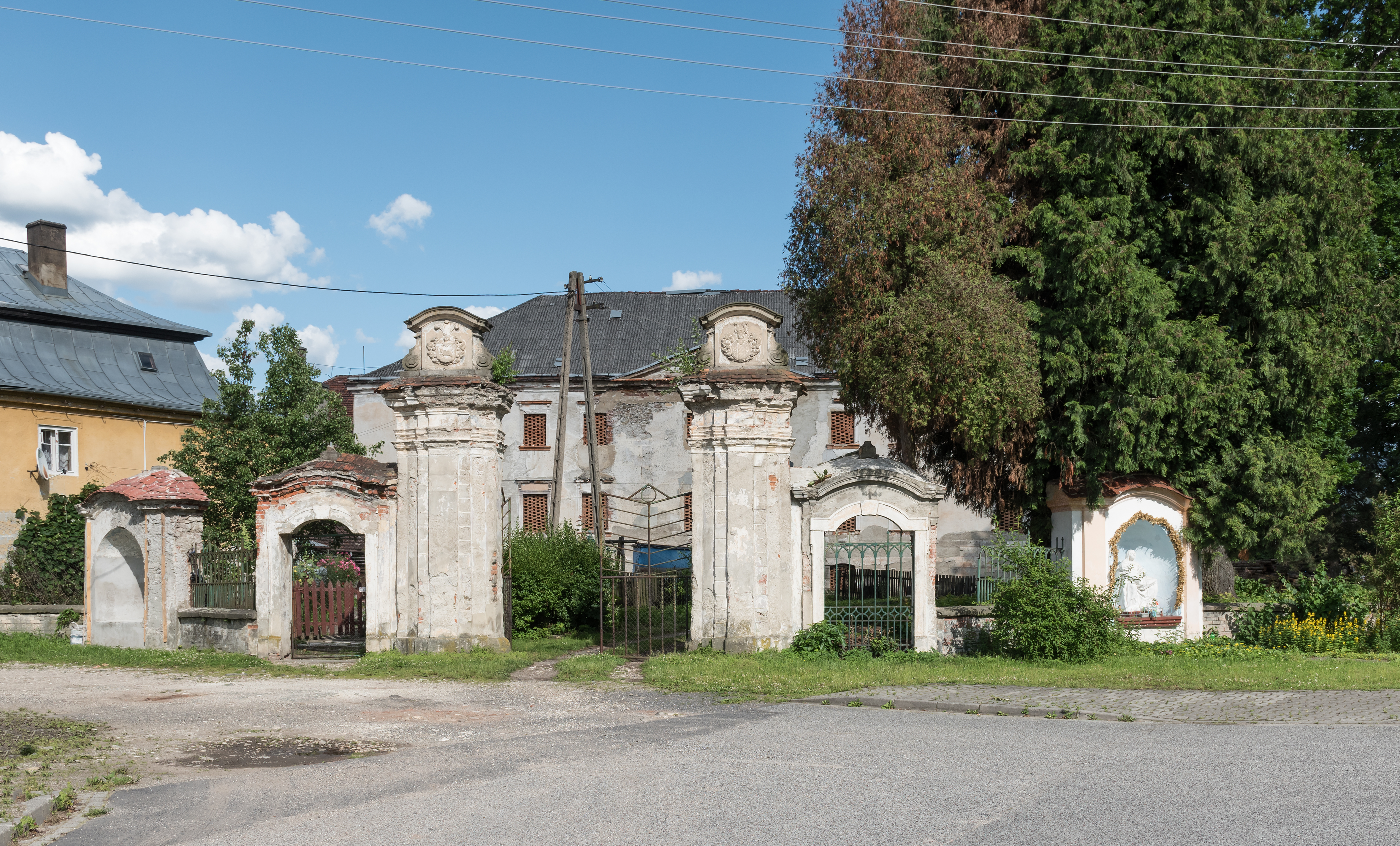
Panské sídlo Magnisových

## Rodáci a významné osobnosti
Rodáci
- Magnus Knappe (1822–1910), německý misionář a průkopník baptismu v Čechách
- Alfred von Lindheim (1836–1913), německo-rakouský obchodník a podnikatel, ředitel vídeňské obchodní banky
- Wilhelm Hermann von Lindheim (1835–1898), německo-rakouský průmyslník a stavitel železnic v Rakousko-Uhersku

Významné osobnosti
- Joseph Kögler (1765–1817), katolický kněz, historik Kladska
- Hermann Dietrich Lindheim (1790–1860), obchodník a velkoprůmyslník, jako první v Evropě zavedl v Oldřichovicích mechanické spřádání příze
- Hugo von Löbbecke (1827–1901), průmyslník a obchodník, v Oldřichovicích vedl textilky Ullersdorfer Flachsgarnspinnerei Hugo von Löbbecke AG